# Christin Stark

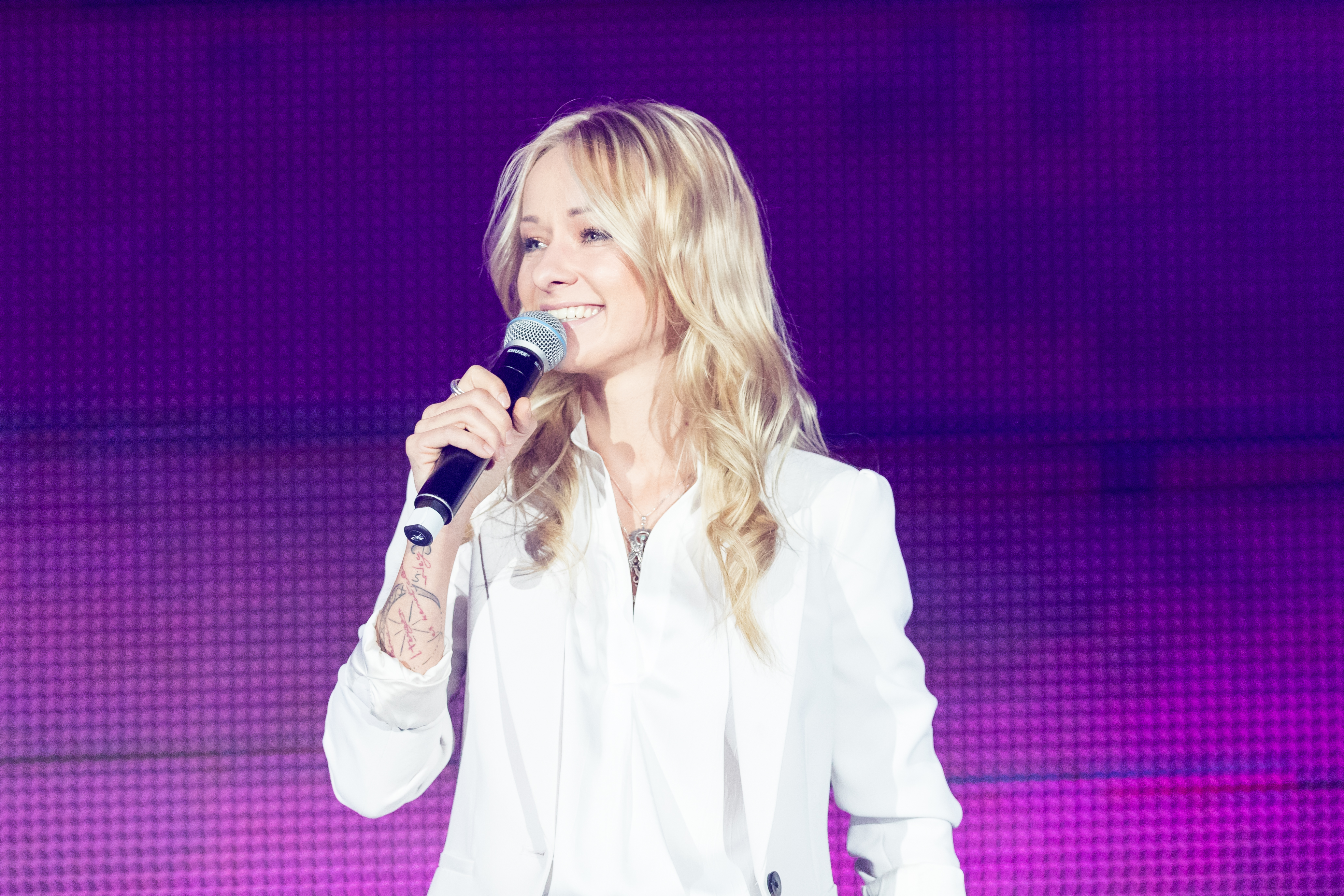
Christin Stark (2018)

Christin Stark (* 21. Oktober 1989 in Gadebusch) ist eine deutsche Schlagersängerin und Moderatorin.

## Leben
Ab ihrem sechsten Lebensjahr erhielt Christin Stark Ballettunterricht und begann schon in frühen Schuljahren als Sängerin einer Musikgruppe namens Lollipop. Als sie zehn Jahre alt war, zog ihre Familie von Mecklenburg-Vorpommern nach Osterholz-Scharmbeck; auch dort sang sie in zwei Schülerbands Coversongs. Nach bestandenem Abitur schloss Stark eine Ausbildung zur Friseurin und Hairstylistin ab und verfolgte daneben eine eigene Musikkarriere über kleinere Labels und TV-Stationen. Anfang 2010 gewann sie einen Schlagerwettbewerb in Bremen und bekam so Zugang zur Musikindustrie. Mit dem Lied Ich bin stark hatte sie erste Erfolge bei den regionalen Radiostationen. Überregional machte Stark erstmals 2012 mit dem Video zu ihrem Song Überflieger auf sich aufmerksam. Im Jahr darauf erschien beim Label MCP ihr Debütalbum Unglaublich stark. Sie gewann daraufhin einen Nachwuchspreis beim smago! Award und wurde mit einem Schlager-Saphir und einem EMMAward ausgezeichnet.
Bei ihrem nächsten Album kam es zur Zusammenarbeit mit Matthias Reim, der sie auch unterstützte. Er war an den meisten Songs als Autor beteiligt und mehrere Produzenten aus dem Schlager- und Schlagerpopbereich (Joachim Horn-Bernges, Luis Rodriguez, Amadeus Crotti und Thorsten Brötzmann) sorgten für die Fertigstellung des Albums mit dem Titel Hier. Im Februar 2016 wurde es beim Label Ariola veröffentlicht und stieg in den deutschen Charts auf Platz 77 ein.
Im Dezember 2018 wurde Stark Mitglied des Wohltätigkeit-Projekts Schlagerstars für Kinder und nahm mit der Gruppe das Lied Auf einmal (Weihnachtsschlager) neu auf. Die Aktion von Schlagerplanet Radio und den SOS Kinderdörfern sammelt mit dem Weihnachtssong Geld für Kinder in Not.
Seit Februar 2023 präsentiert Stark monatlich die Schlager des Monats im MDR.

## Privates
Bis 2013 hatte Christin Stark eine Beziehung mit dem Moderator Martin Scholz. Nach 2013 entwickelte sich eine Beziehung mit Matthias Reim. Seit dem 14. April 2020 sind die beiden verheiratet, was sie in der Sendung Schlagerboom 2021 im Oktober 2021 bekanntgaben. 2022 wurden sie Eltern eines Kindes.

## Diskografie
Studioalben

| Jahr | Titel Musiklabel                    | Höchstplatzierung, Gesamtwochen, AuszeichnungChartplatzierungen (Jahr, Titel, Musiklabel, Platzierungen, Wochen, Auszeichnungen, Anmerkungen) | Höchstplatzierung, Gesamtwochen, AuszeichnungChartplatzierungen (Jahr, Titel, Musiklabel, Platzierungen, Wochen, Auszeichnungen, Anmerkungen) | Höchstplatzierung, Gesamtwochen, AuszeichnungChartplatzierungen (Jahr, Titel, Musiklabel, Platzierungen, Wochen, Auszeichnungen, Anmerkungen) | Anmerkungen                            |
| Jahr | Titel Musiklabel                    | DE | AT | CH | Anmerkungen                            |
| ---- | ----------------------------------- | --- | --- | --- | -------------------------------------- |
| 2013 | Unglaublich stark Tough Music (MCP) | — | — | — | Erstveröffentlichung: 2. Juli 2013     |
| 2016 | Hier Ariola (Sony)                  | DE77 (1 Wo.)DE | — | — | Erstveröffentlichung: 19. Februar 2016 |
| 2018 | Rosenfeuer Ariola (Sony)            | DE30 (1 Wo.)DE | AT19 (2 Wo.)AT | CH63 (1 Wo.)CH | Erstveröffentlichung: 17. August 2018  |
| 2020 | Stark Ariola (Sony)                 | DE25 (5 Wo.)DE | AT19 (2 Wo.)AT | CH24 (4 Wo.)CH | Erstveröffentlichung: 5. Juni 2020     |